# USS LST-731
O USS LST-731 foi um navio de guerra norte-americano da classe LST que operou durante a Segunda Guerra Mundial.